# Bram Moolenaar
Bram Moolenaar (1961 - 3 de agosto de 2023) foi um engenheiro de software e ativista holandês, criador, mantenedor e ditador benevolente vitalício do Vim, um editor de texto derivado do vi.
De julho de 2006 a setembro de 2021, Moolenaar foi funcionário do Google, trabalhando no escritório de Zurique no Google Calendar. Ele passou parte de seu tempo cuidando do Vim.

## Infância e educação
No ano de 1985, Bram Moolenaar formou-se na Delft University of Technology na área de engenharia elétrica .

## vim

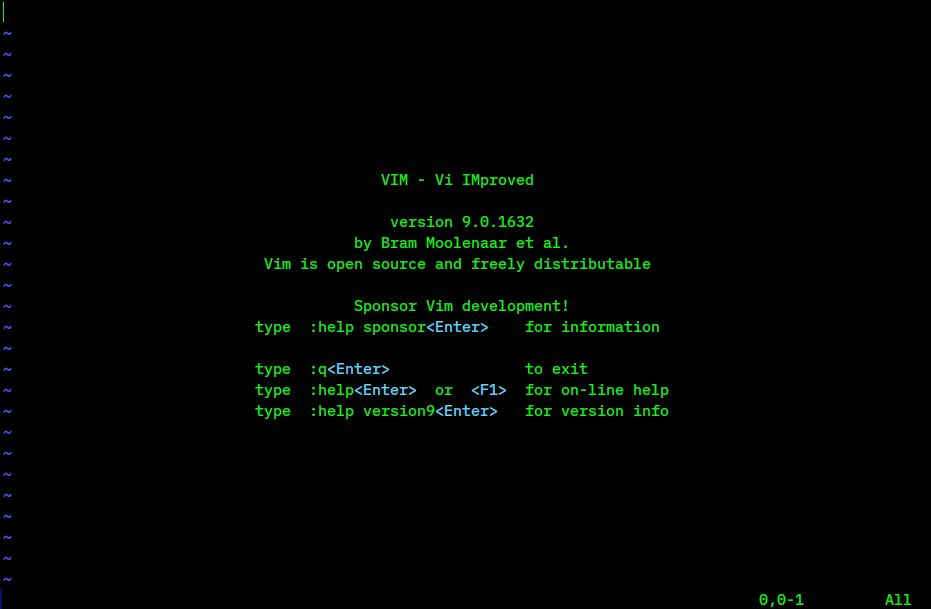
A tela de abertura do Vim

Em 1988, Moolenaar comprou uma máquina Amiga . Familiarizado com o vi, que não tinha versão para o Amiga na época, ele testou vários clones do vi, incluindo um chamado Stevie . Moolenaar pegou o código-fonte de Stevie e o aprimorou. A primeira versão de "Vi IMitation " foi lançada em 1988 em um disco de domínio público feito por Fred Fish. Vários usuários portaram o Vim para outras plataformas, como MS-DOS e Unix. Na versão 1.22 em 1992, Vi IMitation foi renomeado para "Vi IMproved". 
O Vim é um software de código aberto e careware ; seus usuários são encorajados a doar para ICCF Holanda. Vários outros aplicativos foram licenciados dessa maneira desde o início do Vim. O Vim ganhou vários prêmios e era considerado, em 2023,  um dos editores de texto mais populares.

## Outros empreendimentos
Outras ferramentas de software que Moolenaar desenvolveu incluem uma ferramenta de  produção de software em Python, chamada AAP, semelhante a make, além de e uma linguagem de programação chamada Zimbu, que enfatiza a legibilidade dos programas.
Moolenaar era membro do grupo holandês de usuários Unix, NLUUG, que o presenteou com um prêmio durante seu 25º aniversário, por sua criação do Vim e suas contribuições para softwares de código aberto.